# Loxops ochraceus
L'akepa di Maui, o più correttamente ‘akepa di Maui (Loxops ochraceus (Rothschild, 1893)) è un uccello passeriforme della famiglia Fringillidae.

## Etimologia
Il nome scientifico della specie, ochraceus, deriva dal colore del piumaggio dei maschi, più tendente all'ocra rispetto a quello dell'akepa di Hawaii, del quale una volta questi uccelli erano ritenuti una sottospecie.

## Descrizione

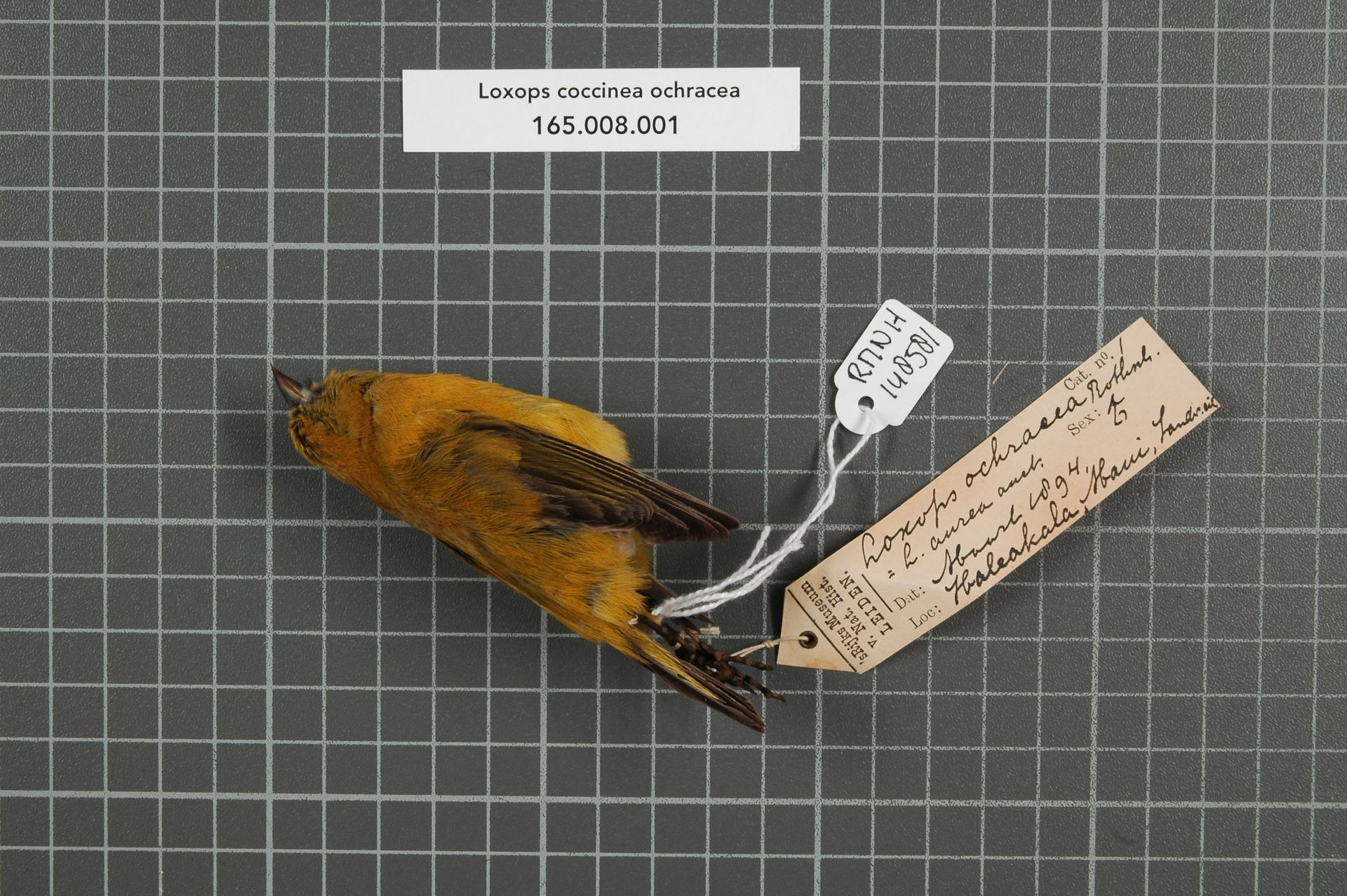
Maschio impagliato.

### Dimensioni
Misura circa 10 cm di lunghezza.

### Aspetto
Questi uccellini presentano aspetto massiccio e arrotondato, con becco conico e dalle caratteristiche punte leggermente incrociate.

Il piumaggio presentava dimorfismo sessuale abbastanza netto: le femmine, infatti, presentano testa, dorso, ali e groppa di colore verde oliva, mentre gola, petto e ventre sono più chiari e con decise sfumature di colore giallino. Nei maschi, invece, il verde oliva si limita a poche sfumature sulle ali, mentre l'intera livrea si presenta giallo-arancio, con maggiore tendenza al primo colore sulle aree ventrali e al secondo su testa e dorso: la variabilità individuale fra i maschi sembrerebbe piuttosto ampia a prescindere dall'età, potendo essere osservati sia esemplari perlopiù gialli che quasi rossicci. In ambedue i sessi, le remiganti e la coda sono nerastre e dello stesso colore sono zampe e becco, mentre gli occhi sono di colore bruno scuro.

## Biologia

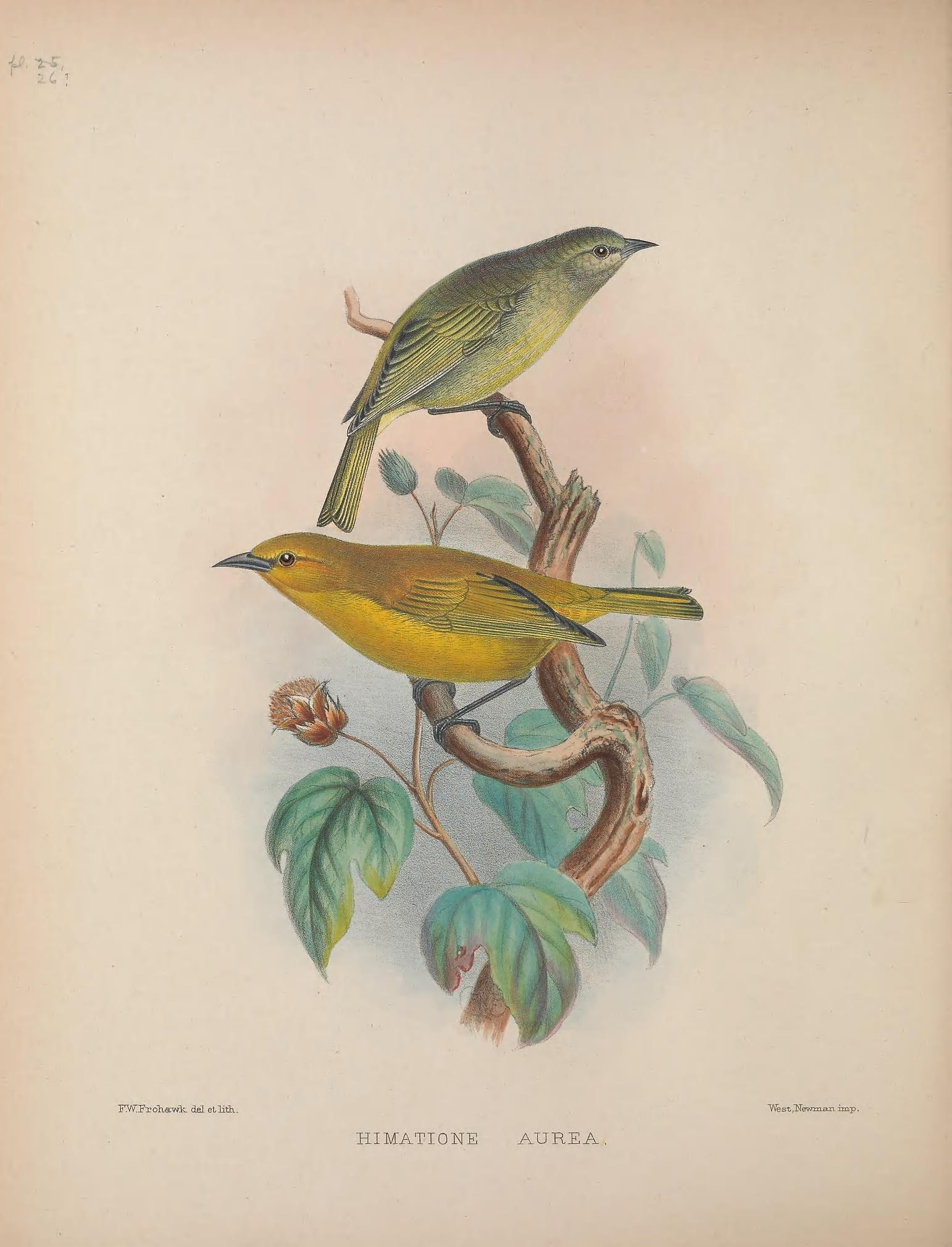
Illustrazione di coppia (maschio in basso) a cura di Scott Barchard Wilson.

Si tratta di uccelli dalle abitudini essenzialmente diurne, che si muovono durante la giornata in coppie o in piccoli gruppi familiari (formati da una coppia riproduttrice cui si sommano i giovani della nidiata della stagione riproduttiva precedente) alla ricerca di cibo, tenendosi in contatto con richiami trillati.

### Alimentazione
La dieta di questi uccelli è in massima parte insettivora: essi utilizzano il caratteristico becco lievemente incrociato per sondare e aprire i boccioli dei fiori alla ricerca delle proprie prede.

### Riproduzione
La riproduzione di questi uccelli non è mai stata studiata con precisione, ma si ritiene che essa segua modalità e tempistiche simili a quelle degli altri drepanidini: a differenza del congenere akepa di Hawaii, del quale è stato a lungo considerato una sottospecie, l'akepa di Maui non nidificherebbe in cavità dei tronchi d'albero, quanto piuttosto sulla parte distale delle fronde più alte.

## Distribuzione e habitat
Come intuibile dal nome comune, l'akepa di Maui è endemico dell'omonima isola nell'omonimo arcipelago, della quale occupa il versante orientale dell'Haleakalā.
L'habitat di questi uccelli è costituito dai boschi con predominanza di specie native, in particolar modo ohia lehua e koa, al di sopra dei 1000 m di quota.

## Tassonomia

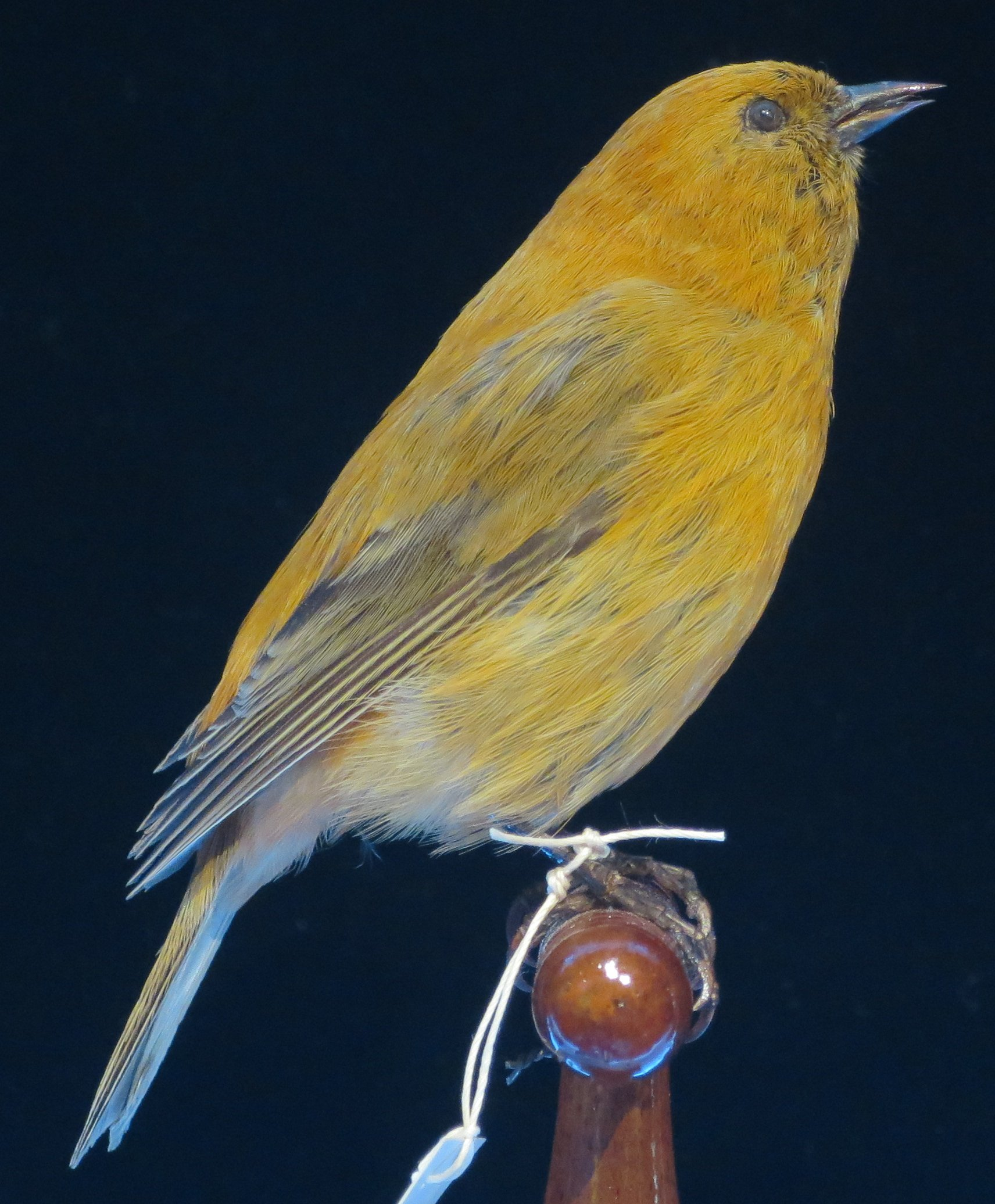
Esemplare impagliato al Museo Berenice Pauhai Bishop di Honolulu.

I primi esemplari di akepa di Maui vennero descritti da Otto Finsch nel 1880, il quale confermò per questi uccelli il nome (coniato l'anno precedente) di Hypoloxia aurea: nel 1893, a partire da una ventina di esemplari fornitigli da Palmer, Rothschild (ignaro di avere a che fare con una specie già classificata in precedenza) coniò il nome Loxops ochracea per questi uccelli, asserendo in un secondo momento che il termine aurea si riferisse in realtà alla popolazione dell'isola di Hawaii.
Per lungo tempo, l'akepa di Maui è stato considerato una sottospecie dell'affine akepa di Hawaii, col nome di Loxops coccineus ochraceus: le differenze cromatiche e di abitudini di costruzione del nido, oltre alle recenti analisi del DNA, hanno invece sancito la separazione dalla specie di Big Island e l'elevazione al rango di specie a sé stante per questi uccelli.

## Conservazione
La specie sembrerebbe essere stata piuttosto comune sull'isola fino agli inizi del XX secolo, quando cominciò a divenire rara e non facile da osservare: dopo i venti esemplari procurati da Perkins alla fine dell'800,  l'ultimo esemplare materialmente studiato è un reperto risalente al giugno del 1901. In seguito, questi uccelli sono stati osservati solo di rado, con varie spedizioni a cavallo degli anni '30 che hanno fallito nell'intento di avvistarne qualche esemplare e solo 52 esemplari avvistati fra il 1979 ed il 1997. Nel 1961 veniva stimata una popolazione residua di circa un centinaio di esemplari. Nel 1980 ne sarebbero stati osservati 8 esemplari in quattro siti differenti, e censita una popolazione di circa 230 unità: L'ultimo esemplare di questi uccelli sarebbe stato avvistato nel 1988, mentre tutte le spedizioni effettuate nel XXI secolo per osservarne individui in vita hanno dato esito negativo.
Il reale stato di conservazione della specie, per lungo tempo ritenuta una sottospecie e quindi non sottoposta a studi specifici, è ignoto: tuttavia, considerando i dati a disposizione ed i problemi dell'ecosistema hawaiiano (specie introdotte, depauperamento dell'habitat, pressione antropica e malattie), la maggior parte degli studiosi sarebbe concorde nel ritenere l'akepa di Maui come estinto o in pericolo critico.